# Шукырсай
Шукырсай (каз. Шұқырсай) — село в Келесском районе Туркестанской области Казахстана. Входит в состав Биртилекского сельского округа. Код КАТО — 515447900.

## Население
В 1999 году население села составляло 1257 человек (638 мужчин и 619 женщин). По данным переписи 2009 года, в селе проживало 1729 человек (846 мужчин и 883 женщины).